# Freddy Tapia
Freddy Daniel Tapia Quiroz (Santa Cruz, Chile, 8 de octubre de 1985) es un futbolista chileno. Juega de Delantero y actualmente esta en Deportes Paniahue. Viene de una familia de Circense por parte paterna. Desde chico que trabajo en el circo de su tío, pero siempre tuvo el sueño de ser Futbolista. Desde muy pequeño fue un niño muy risueño y aventurero. Tiempo más tarde fue parte de una banda estudiantil. Después se fue al lado de la música rapera, donde el grupo Sexta Urbana conformado por 2 integrantes más, su primo Elias Lopez y su amigo Victor Parraguez creaban sus letras en una rampla del circo. Tuvo la oportunidad de emigrar a los cadetes de Everton de Viña del Mar y de Club Social y Deportivo Colo-Colo, pero sus decisiones malas asesoradas, cambiaron el rumbo de su futuro. Ahora es padre de dos hijos.

## Clubes
| Club                | País  | Año         |
| ------------------- | ----- | ----------- |
| Deportes Santa Cruz | Chile | 2003 - 2005 |
| Iberia              | Chile | 2006        |
| Deportes Colchagua  | Chile | 2007        |
| Naval               | Chile | 2008 - 2010 |

2013/2014: Santa Cruz Pittbulls LTDA SEGURIDAD

## Palmarés

### Campeonatos nacionales
| Título                    | Club  | País  | Año  |
| ------------------------- | ----- | ----- | ---- |
| Tercera División de Chile | Naval | Chile | 2008 |

- Datos: Q5869028